# Amelora lithopepla
Amelora lithopepla là một loài bướm đêm trong họ Geometridae.